# Dělnické hnutí v českých zemích

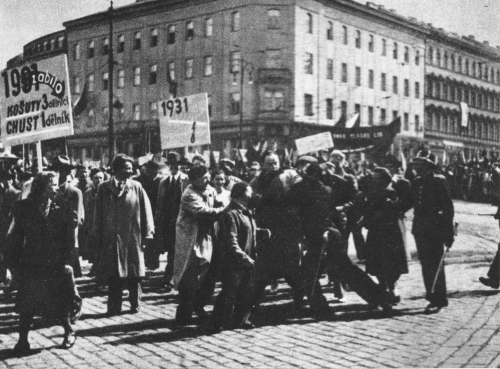
Dobové foto jedné z dělnických protestních stávek v r. 1931

Dělnické hnutí v českých zemích se formovalo od osmdesátých let 18. století. Prvním impulzem bylo zrušení nevolnictví v roce 1781, které umožnilo volné stěhování do měst. Následně se postupující industrializací začalo tvořit početné dělnictvo coby samostatná a svébytná sociální vrstva obyvatel. 19. století bylo spojeno s celou řadou stávek za lepší pracovní podmínky (osmihodinová pracovní doba, neděle a svátky coby dny pracovního klidu, zákaz práce dětí, lepší mzdy, zavedení sociálního zabezpečení apod.) a celkově za politickou, ekonomickou a kulturní emancipaci dělnictva.
V roce 1878 došlo k založení Sociálně demokratické strany českoslovanské v Rakousku. Politickým cílem bylo schválení všeobecného volebního práva a zlepšení postavení dělníků. Někteří radikálně založení představitelé dělnického hnutí postupně přijali ideologie anarchismu nebo marxismu. Po vítězství bolševické revoluce v Rusku v roce 1917 posílily také v českých zemích radikální proudy zastávající revoluční cestu marxismu-leninismu. V roce 1921 došlo k rozkolu v československém dělnickém hnutí, kdy se ze sociálně-demokratické strany odloučilo radikální křídlo a založilo Komunistickou stranu Československa.
Komunistická strana Československa po druhé světové válce uspěla ve volbách roku 1946, kdy získala 31,2 % hlasů. V únoru 1948 provedli komunisté puč a zavedli nový lidově-demokratický režim, ve kterém deklarovali vládu dělnictva s diktaturou proletariátu a vedoucí úlohou komunistické strany. Strana již předtím prošla stalinizací. Režim padl až v roce 1989 během tzv. sametové revoluce.

## Pozadí

### Politické podmínky
Dělnické hnutí je proces společenské, politické a kulturní emancipace tzv. čtvrtého stavu. Čtvrtý stav, neboli dělnictvo, se začal formovat s postupující industrializací a související urbanizací. Dělnictvo se tedy formovalo nejdříve v průmyslově průkopnických zemích (Velká Británie, Francie, Spojené státy americké). První politické výsledky se dostavily ve Francii během Velké francouzské revoluce z konce 18. století.
V českých zemích umožnilo utváření dělnictva zrušení nevolnictví Josefem II. v listopadu 1781. To povolilo například stěhování do měst.
Po porážce revolucí z let 1848 a 1849 byl v rakouské monarchii zaveden v letech 1851 až 1860 neoabsolutismus. Během něj byl potlačen politický a spolkový život. Došlo k rozvoji tajné policie a vyloučení veřejnosti z politického rozhodování.

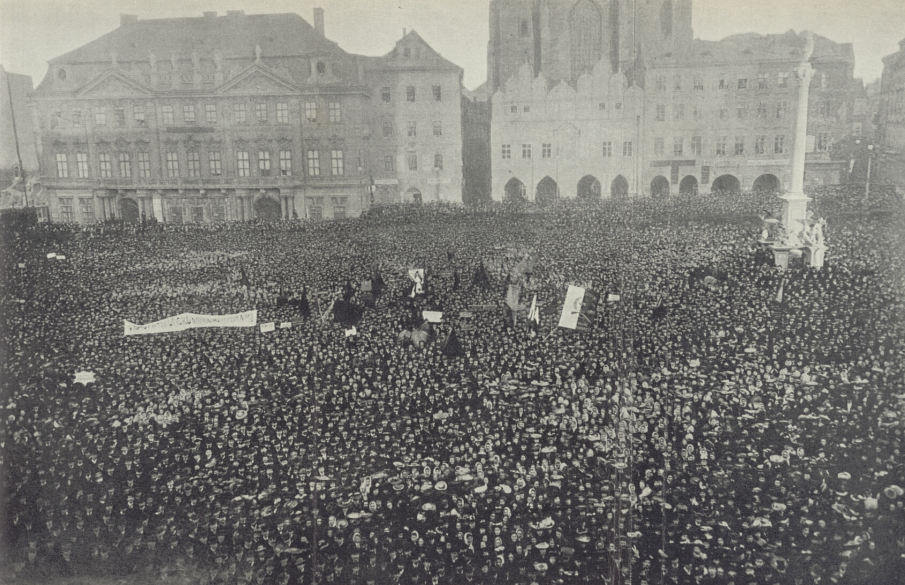
Tzv. tábor lidu - demonstrace za všeobecné volební právo 28. listopadu 1905 na Staroměstském náměstí v Praze

Vojenské porážky Rakouska, například v prusko-rakouské válce, donutily císaře ustoupit Maďarům a schválit rakousko-uherské vyrovnání (1867). Nadále obě části monarchie (Předlitavsko a Zalitavsko) spojovaly jen osoba panovníka a společná zahraniční a vojenská politika. Pro Předlitavsko byla vydána nová ústava, tzv. prosincová, která platila až do roku 1918. Parlament Předlitavska se jmenoval Říšská rada, do roku 1873 ji obesílaly zemské sněmy. Zemské sněmy se nadále volily v kuriích, městská a obchodních a živnostenských komor však byly sloučeny. Roku 1873 se začalo do Říšské rady volit přímo, a to také v oněch čtyřech kuriích. Roku 1882 se cenzus pro aktivní právo snížil z deseti na pět zlatých přímých daní ročně (Taaffeho volební reforma), což zvýhodnilo Čechy oproti Němcům. 
Roku 1896 vznikla pro volby do Říšské rady pátá kurie, v níž volili všichni muži starší 24 let, tedy i dělníci (Badeniho volební reforma). Pátá kurie však měla malý vliv (nepoměrné zastoupení). Roku 1907 pak bylo na základě revolučních událostí v Rusku uzákoněno všeobecné a rovné volební právo, avšak jen pro muže (aktivní: 24 let; pasivní: 30 let).

### Hospodářské podmínky

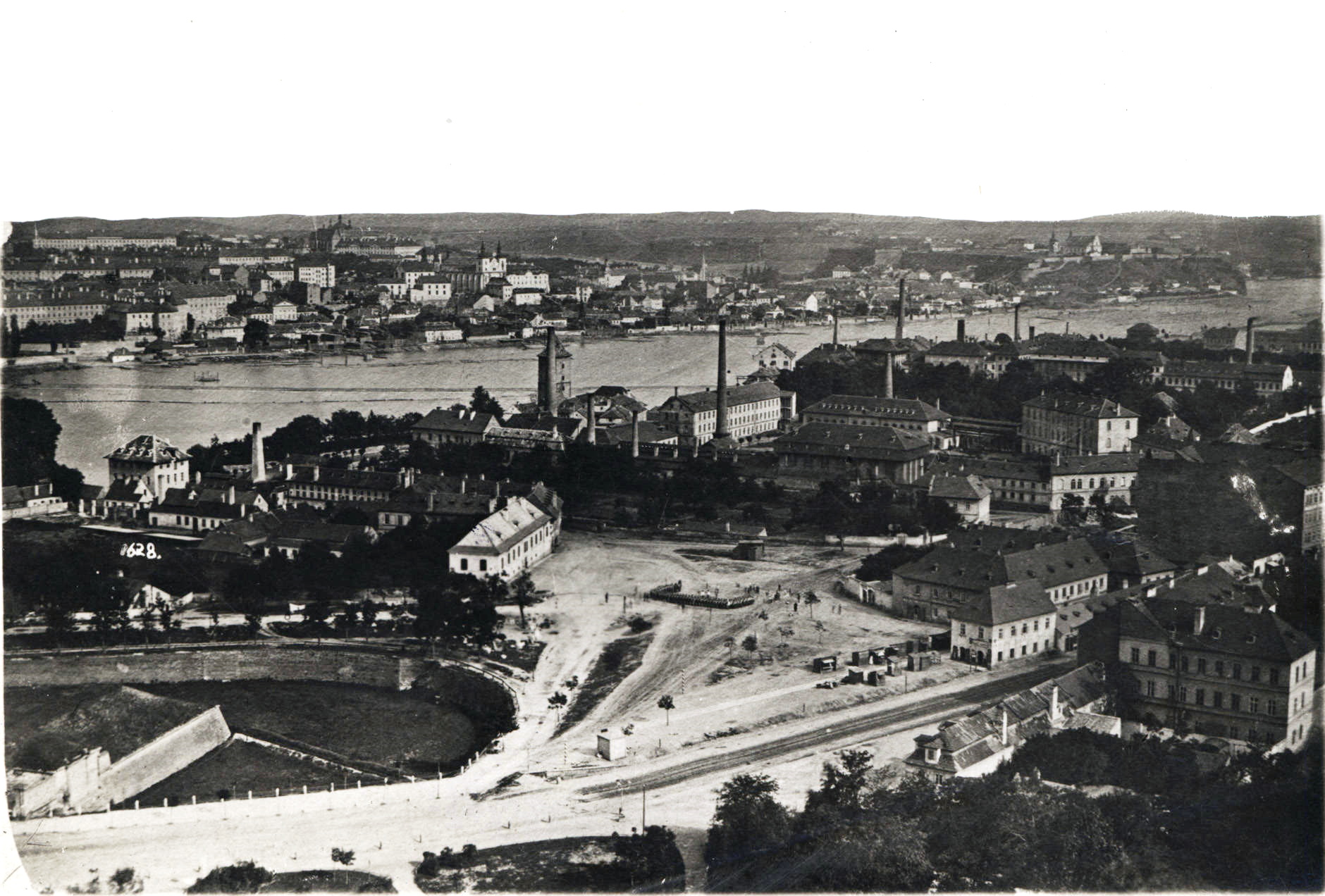
Porgesova kartounka na Smíchově v roce 1872

V českých zemích se počátky moderního průmyslu dají vysledovat do časů panování císaře Rudolfa II., kdy se začaly spolu se zárodky moderní vědy objevovat i první průmyslové technologie a myšlení. Proces přerušila třicetiletá válka a po ní ve střední Evropě došlo k jisté prodlevě v navázání na tuto tradici. Počátky průmyslové revoluce zde souvisejí s ideologií merkantilismu a osvícenským absolutismem. Prvními průmyslníky zde byli zejména šlechtici. První průmysl, který se začal v Česku masově rozvíjet, byl textilní. Zlom přišel na začátku 19. století, kdy se české země začaly rychle industrializovat. Do konce 19. století se staly nejprůmyslovější částí tehdejší rakousko-uherské monarchie.
V třicátých a čtyřicátých letech 19. století se hlavními odvětvími průmyslu staly strojírenství, železářství, uhelná těžba a chemický průmysl. Ve čtyřicátých letech se po Vídni stalo druhým největším strojírenským centrem habsburské monarchie Brno. Od poloviny třicátých let se mezi dělnická centra výrazněji zapojila i pražská aglomerace, zejména díky strojírenským závodům umístěným v blízkých obcích, např. v Libni, Karlíně, Smíchově. K místům s vyšší koncentrací dělnictva se zařadilo i Kladensko a Příbram. Od konce dvacátých let 19. století se další průmyslovou oblastí stávalo území ostravsko-karvinské pánve, kde rozvoj těžby černého uhlí šel souběžně se založením železáren ve Vítkovicích.
Průmyslový rozvoj umožnily zásoby nerostných surovin na území Čech a Moravy, a to zejména uhlí. V 19. století zde vznikla řada významných hutnických a strojírenských podniků – například v roce 1830 v Rudolfově huti ve Vítkovicích byla zahájena výroba oceli, v roce 1869 byly v Plzni založeny strojírenské Škodovy závody, roku 1895 společnost Laurin a Klement. V roce 1896 zahájil Emil Kolben ve Vysočanech výrobu strojů a zařízení pro velké parní a vodní elektrárny. Po rozpadu Rakouska-Uherska se na území Československa nacházelo přibližně 70 % průmyslové výroby z bývalého mocnářství.

### Sociální podmínky

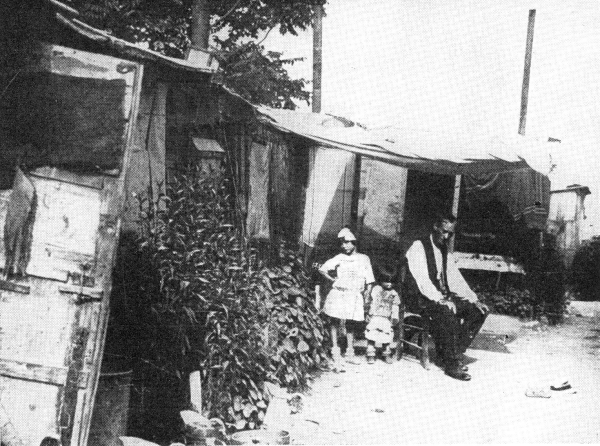
Obydlí nezaměstnaných za První republiky (konkrétně na pražské periférii)

Ještě v šedesátých a sedmdesátých letech 19. století byly sociální poměry v továrnách alarmující, což se nepříznivě odráželo na všech demografických ukazatelích dělnictva (průměrný věk, dětská úmrtnost, úrazovost, nemocnost). V dělnickém prostředí bylo i vyšší procento nemanželských dětí, neboť se mladé dělnice obávaly ztráty zaměstnání v případě sňatku. Naprosto běžná byla dětská a ženská práce za výrazně nižší platy. Také bytové podmínky pracujících byly otřesné. To vše si vyžádalo státní zásahy do poměru mezi zaměstnavateli a zaměstnanci (1883–1885 novelizace živnostenského řádu), které vedly k zákazu do té doby naprosto běžné práce dětí do 14 let v továrnách, k omezení pracovní doby na 11 hodin (v hornictví 10 hodin), k zákazu noční práce dělnic, k zavedení tovární inspekce, kontrolující poměry v továrnách apod. Od roku 1888 se rozvíjelo také zabezpečení dělníků v případě úrazu či nemoci.
Sociální podmínky dělnictva v 19. století stěžovala také neustálá relativně vysoká míra nezaměstnanosti. Kvůli ní museli dělníci často ustupovat ze svých požadavků. Nezaměstnanost prohlubovaly periodicky se opakující ekonomické krize (například: krach na vídeňské burze (1873) nebo velká hospodářská krize (1929)).

## Historie

### Živelná fáze (1781–1870)

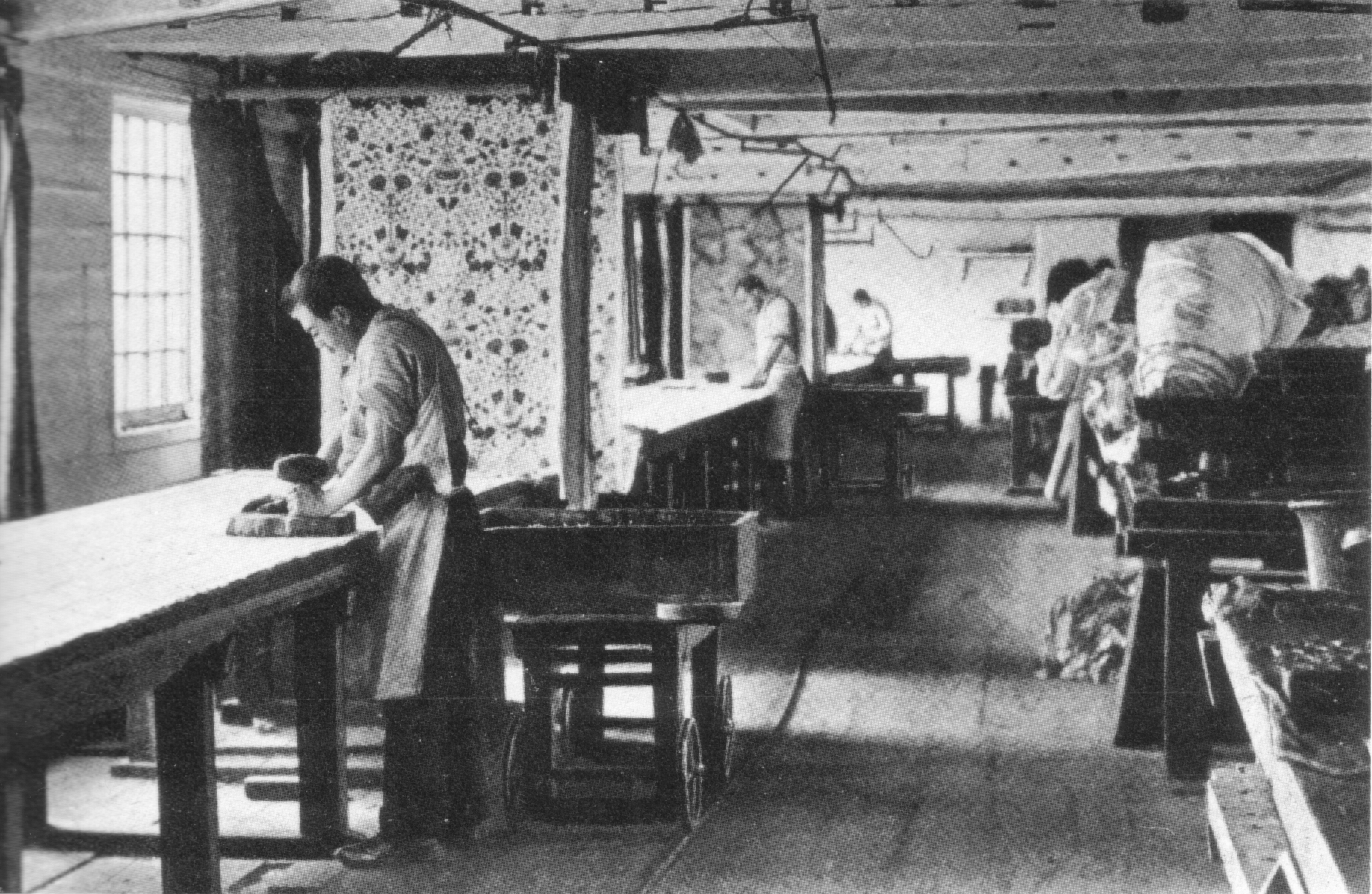
Práce na tiskařských stolech koncem 19. století

Po zrušení nevolnictví se v českých zemích začalo formovat dělnictvo. Co do otázky hnutí šlo ale o fázi nevyspělou, spontánně živelnou. Dělnictvu chyběla jasná formální organizace i teoretické vymezení.
České země měly ještě v polovině 19. století v podstatě agrární ekonomiku, do níž pomalu vnikal průmysl. V roce 1850 bylo v Čechách pouze asi 50 tisíc továrních dělníků a dělnic, z nichž 30 tisíc pracovalo v textilních továrnách, ponejvíce v kartounkách. V celé tovární velkovýrobě bylo zaměstnáno asi 125 tisíc osob.
Počáteční vzbouření se týkala odporu vůči bídě a stále častěji docházelo ke vzpourám také proti zavádění parních strojů do výrobního procesu. V nejméně rozvinutých oblastech Českých zemí bouře proti strojům byly na pořadu téměř do konce 19. století (rebelie sklářů z Podkrkonoší 1890 byla jednou z posledních svého druhu).
Uprostřed června 1844 vypukla poblíž českých hranic v hrabství kladském revolta mezi značným počtem tamějších námezdně pracujících tkalců. Roztrpčení novým snížením mezd, povstali obyvatelé Dlouhé Bělé (Langenbielau), Peterswaldu a Kaschbachu – obcí ležících v Jílových horách (Eulengebirge) a dali průchod svému zoufalství tím, že zastavili práci. Pokoušeli se dokonce postavit na odpor pruskému vojsku, které přitáhlo do vzbouřeneckých obcí. Když však někteří vzbouřenci zaplatili svou odvahu krví a několik jich bylo dokonce zabito, upustili ostatní od beznadějného boje. Stávka se postupně rozšířila také do Čech. Dne 16. června se ještě ve všech tiskárnách kartounu pracovalo jako obvykle. 17. června však – zcela neočekávaně pro policii a továrníky zastavili dělníci kartounky bratří Porgesů na Smíchově náhle práci a prohlásili, že již nehodlají dále pracovat za dosavadní nízké mzdy. V noci byli ihned někteří strůjci stávky zatčeni. Dne 19. června se shromáždili dělníci v počtu asi 1000 až 1200 před městem u bubenečského zámečku, aby dosáhli audience u arcivévody Štěpána, který tam v létě bydlel, a mohli mu předložit své prosby: Propuštění zatčených a beztrestnost pro účastníky stávky. O několik dní později bylo nasazeno vojsko a dělníci odváděni do továren. Tím stávka skončila.
Centry stávkového napětí byla města Liberec, Brno, Praha a Ostrava. V Praze byl 1852 se pokusil František Haman o založení odborové organizace kováků, ale byl zmařen protidělnickým vládním opatřením. Po znovuobnovení ústavnosti se podařilo pražský podpůrný spolek Typografia přeměnit roku 1865 v odborovou Typografickou besedu, čímž se poprvé na odborovém základě sdružila nejvzdělanější sekce českého dělnictva té doby. Na druhé straně vznikaly ve větším množství podpůrné „pokladny“ pro vedení nepolitického hospodářského boje; zákazům represivních vládních orgánů čelily tzv. osvětově vzdělávací spolky. Od 1861–1862 se zakládaly dělnické spolky podle řemeslné specializace.
Živnostenský řád, který v Rakousku platil od roku 1860, vyhlašoval vztahy mezi zaměstnavatelem a zaměstnancem za předmět svobodné dohody. Tato svoboda neměla ale pro jednotlivého dělníka praktickou cenu. Dělník vystupoval sice jako svobodný, při uzavírání smlouvy právně rovný a rovněž nebyl právně nucen pracovní smlouvu uzavřít a přistoupit na podmínky, které vyhovovaly podnikateli. Skutečnost, že byl nemajetný (v podstatě v tom smyslu, že žil ze dne na den) a bez pracovních prostředků, mu nedávala jinou možnost než vstoupit do zaměstnání bez prodlev a na základě podmínek které určoval zaměstnavatel.
Roku 1867 většina dělnictva v Předlitavsku pracovala v českých zemích (57,38 %). České země si zachovávaly nejsilnější postavení v textilním průmyslu, hornictví a hutnictví a ve stavebnictví.

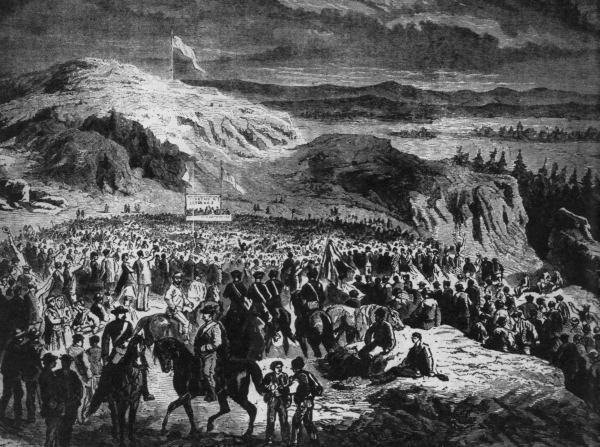
Tábor lidu na hoře Mužský (1869)

Na konci šedesátých let 19. století mělo dělnické hnutí v českých zemích již charakter řádného sociálního hnutí, ovšem dosud ne masového a stále se projevujícího spíše živelností než uvědomělým a teoreticky podloženým postupem. Oproti Vídni a částečně Budapešti, kde v této době začala fáze organizovaného dělnického hnutí, bylo české dělnictvo v období táborů lidu let 1868–1871 zaujato národnostními problémy a státoprávními požadavky české Národní strany (mladočeši). I když čtyři tábory (na Letné a na Rohanském ostrově 1869, česko-německý na Ještědu 1870 a na Pankráci 1871) byly výhradně dělnické, na sociální zápas stále nebyli plně připraveni. Obrat přinesl zrod dělnického periodického tisku v sedmdesátých letech.

### Sociálně demokratická fáze (1870–1921)
Po rakousko-uherském vyrovnání z roku 1867 se čeští dělníci připojily k protirakouským náladám a podporovali národní snahy Národní strany (mladočechů). S tím se ale střetávaly ideje některých dělnických předáků, kteří volali po internacionálním spojení dělnictva (v duchu první internacionály z roku 1864). 
Dne 13. prosince 1869 se před budovou Říšské rady ve Vídni shromáždily desetitisíce lidí. Vybraný výbor zastupující masy si tímto vynutil jednání s ministerským předsedou hrabětem Eduardem Taaffem. Cílem bylo předat rezoluci požadující neomezené právo spolčovací, zrušení zákona o nucených společenstvech, naprostou svobodu tisku a zavedení všeobecného, rovného a přímého práva hlasovacího. Taaffe přijal jen tříčlennou delegaci. Taaffe přislíbil, že bude požadavky dělnictva tlumočit ministerské radě, rozhodně ale odsoudil nátlakový způsob předání rezoluce.
Dne 2. ledna 1870 se dělnický protest konal také v Praze. Účastnily se ho čtyři tisíce lidí. Po tomto nátlaku byl dne 7. dubna 1870 přijat tzv. koaliční zákon (tj. zákon umožňující spolčování dělníků). Tento zákon byl ovšem pouze polovičatým řešením problémů dělníků. Ovšem došlo tím k legalizaci práva na stávku a možnosti vytváření odborových organizací. Nejvíce odborových organizací se poté registrovalo ve Vídni, Liberci a Brně.
Významnou stávkou této doby byla tzv. Svárovská stávka, která se odehrála 31. března 1870 ve Svárově, který je dnes součástí města Velké Hamry na Jablonecku. Dělníci zaměstnaní v místní textilní továrně při ní protestovali proti snížení mezd. Četníci a vojáci stávku tvrdě potlačili, o život tehdy přišlo sedm lidí. Další významnou stávkou byla všeobecná severočeská hornická stávka z roku 1882. Vypukla jako protest proti nařízení důlní společnosti na Duchcovsku a záhy se rozšířila po celé důlní oblasti. Zúčastnilo se jí podle dobových odhadů tisku až patnáct tisíc horníků v revírech v okolí měst Duchcov, Ústí nad Labem, Teplice, Bílina, Most a dalších, počátkem května 1882 pak byla tvrdě potlačena rakouským četnictvem, podpořeným vojskem. Bývá označována za první masovou stávku v historii českých zemí.
S postupnou zákonnou úpravou pracovní doby se rozšiřovala i doba volného času dělnictva, což skýtalo prostor pro dělnické sdružování. Dělnictvo se na základě sociální blízkosti a pociťovaného vědomí odlišnosti vůči měšťanskému prostředí sdružovalo v odborových, vzdělávacích, profesních, divadelních, sportovních a jiných spolcích. V dělnickém prostředí byly nejvíce rozvinuty i různé formy svépomoci, k čemuž pomáhala spořitelní, úvěrová, nákupní, konzumní a další družstva. Dělnické prostředí sociálně demokratické orientace bylo natolik specifické, že se vyvíjelo zcela nezávisle od jiných sociomorálních prostředí. Tímto odlišením došlo ke stanovení označení svébytné sociální třídy proletariátu.

#### Vznik sociálně demokratické strany

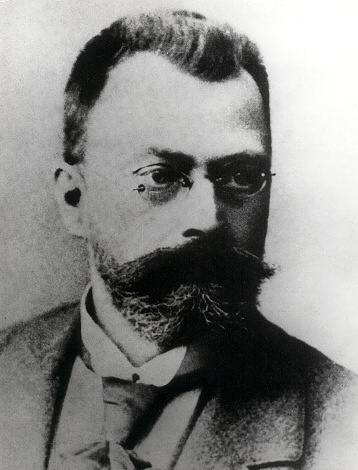
Josef Hybeš, předseda strany v letech 1887–1893

Roku 1868 bylo ustanoveno svépomocné družstvo Oul vedené Františkem Ladislavem Chleborádem.  Poměrně početná síť „oulů“ ovládla v letech 1868–1875 většinu jazykově českých oblastí Čech, avšak nemohla mít trvalejší životnost. Dělníkům scházely totiž finanční prostředky na udržitelnost družstevních podniků.
V Neudörflu u vídeňského Nového Města na uherském území (pozdější Burgenland) byla 5. dubna 1874 ustanovena rakouská sociální demokracie, která však byla rozdělena v několika proudech. Rakouská sociálně demokratická strana dělnická, zprvu s celoříšskou působností, vznikla až v roce 1889 na sjezdu v Hainfeldu pod sjednocujícím vedením Victora Adlera. Jejím orgánem byl list Gleichheit. Strana byla také u zrodu druhé internacionály.
Dne 7. dubna 1878 se v břevnovském hostinci U Kaštanu konal ustavující sjezd zvláštní organizace českých sociálních demokratů v rámci celorakouské sociálně demokratické strany pod názvem Sociálně demokratická strana českoslovanská v Rakousku. Hlavními osobnostmi sjezdu byli Ladislav Zápotocký a Josef Boleslav Pecka z okruhu časopisů Dělnické listy (také Josef Barák) a Budoucnost.
Do čela rakouské vlády nastoupil v roce 1879 konzervativec hrabě Eduard Taaffe a nastalo období ostrého pronásledování socialistického hnutí.  Ani masivní perzekuce let 1880–1886 však nedokázala úplně rozvrátit strukturu rakouských sociálních demokratů včetně zemské české strany. Mnozí však perzekuci podlehli, vystoupili z hnutí nebo emigrovali. V roce 1882 vznikl při pražském zemském soudu zvláštní senát pro souzení socialistických agitátorů a 30. ledna 1884 byl nad Vídní a Korneuburgem vyhlášen výjimečný stav. Základní zkušeností této etapy byl konec iluzí o možnosti budování dělnického hnutí v dohodě s měšťanstvem.
Během perzekuce vedl českou sociální demokracii Josef Hybeš, který stranu ideologicky přiblížil myšlenkám Karla Kautského a internacionály. Kvůli perzekucím, se novým centrem strany stalo Brno, kde hnutí udrželo značnou aktivitu. Právě proto k přijetí nového programu předlitavské strany došlo v říjnu 1882 na sjezdu v Brně. Byl zde přijat umírněný program odsuzující radikály (zejména anarchisty). Hlavním tiskem strany se staly Spravedlnost, Bojovník a Volksfreund. Pankrác Krkoška začal v Brně vydávat Rovnost. Konečně v prosinci 1887 na sjezdu v brněnských Lužánkách byla obnovena společná českoslovanská sociální demokracie, která přijala revidovaný program, jehož autorem byl Hybeš.
Proces osamostatňování české sociální demokracie z tzv. rakouské internacionály, vyústil v prosinci roku 1893 na sjezdu konaném v Českých Budějovicích, a to v založení takticky a organizačně samostatné Českoslovanské sociálně demokratické strany dělnické.
Již v roce 1897 byla zastoupena v říšské radě. V tomto roce zde učinilo pět sociálně demokratických poslanců (Arnošt Berner, Petr Cingr, Josef Hybeš, Josef Steiner a Karel Vrátný) protistátoprávní prohlášení. To vedlo k rozdělení strany na odpůrce a příznivce české samostatnosti, někteří příznivci sociální demokracii opustili a spolu s příznivci některých dalších stran založili ČSNS.
Programově se sociálně demokratická strana hlásila k II. internacionále, prosazovala uznání osmihodinové pracovní doby, všeobecné volební právo a úpravu mzdových poměrů. Myšlenku všeobecného volebního práva pro muže se podařilo prosadit a v roce 1907 tak již měl volební právo každý dospělý muž v Rakousku-Uhersku. Ve volbách do Říšské rady 1907 česká sociální demokracie pod vedením Antonína Němce poprvé kandidovala mimo rámec rakouské sociální demokracie. V českých zemích zvítězila, avšak po přepočtení na kurie skončila až za agrární stranou a celkově získala 6. nejpočetnější klub.
Ve volbách do Říšské rady 1911 strana ještě posílila a klub českých sociálních demokratů získal další 3 poslance, avšak situace se opakovala. Strana získala 4. nejpočetnější klub za Českým klubem na 3. místě. Během první světové války strana odmítala odbojovou činnost a byla plně loajální k Rakousku-Uhersku, avšak ke konci války se především levé křídlo podílelo na tzv. hladových a protiválečných demonstracích.

#### Anarchistické hnutí
Vznik anarchistického hnutí v Čechách a na Moravě úzce souvisel s rozkolem v celorakouské sociálně demokratické straně (v Česku v Českoslovanské sociálně demokratické straně dělnické). Umírněné křídlo prosazovalo parlamentarismus a reformismus jako poklidnou cestu k socialismu, radikálové, inspirováni myšlenkami Johanna Mosta, naopak požadovali hospodářsky kolektivní, ale i individuální boj. Právě z radikálního křídla vzešel zárodek anarchistického hnutí.
Na stránkách radikálních časopisů a novin (jako byla například Budoucnost, Proletář aj.; tištěny byly mimo území Rakouska-Uherska, např. ve Spojených státech) byla prosazována taktika „propagandy činem“. Nicméně téma legalizace použití násilí, které také dodávalo ospravedlnění k represím státní moci proti dělnickému hnutí, se postupem času stalo předmětem diskuse v anarchistickém hnutí a jeho značná část jej zavrhla.
V průběhu devadesátých let 19. století převládla v hnutí forma takzvaného neodvislého socialismu. Ten stavěl na absolutní individuální svobodě a dosáhl odezvy v kruzích mládeže a inteligence (tj. studentské pokrokové hnutí). V roce 1896 vyšel z poloviny cenzurovaný Manifest anarchistů českých.
V roce 1904 vznikla Česká anarchistická federace (ČAF), která požadovala šíření anarchismu mezi dělnictvo a inteligenci.

#### 1. květen 1890: oslavy svátku práce

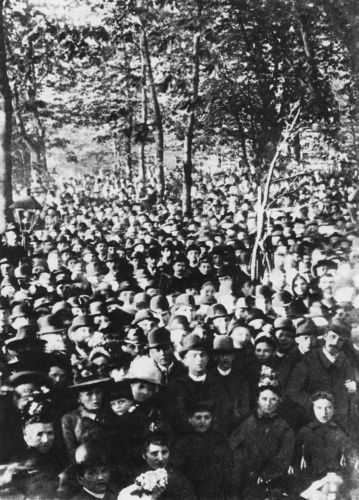
Tzv. tábor lidu 1. května 1890 na pražském Střeleckém ostrově, počátek české tradice prvomájových dělnických oslav

Tzv. Svátek práce vzešel z tradice připomínky událostí stávky 300 tisíc dělníků v Chicagu 1. května 1886, při ní došlo ke srážkám s policií a úmrtím mezi demonstranty (také Haymarketský masakr). V USA byl celostátně slaven 1. května 1888, kdy probíhaly celý den stávky a demonstrace na památku dva roky starých událostí. O rok později (tedy 1889) přijala II. internacionála, jakožto mezinárodní koordinační orgán levicových politických skupin, na návrh francouzských socialistů 1. květen (nebo též 1. máj) za oficiální Svátek práce. Podobně jako v dalších evropských zemích, i v českých zemích v rámci Rakouska-Uherska byly dělnickými spolky a levicovými politickými organizacemi, zejména českými sociálními demokraty, připravovány stávky a oslavy tohoto svátku.
V dubnu a květnu 1890 se ukutečnila rozsáhlá série dělnických a hornických stávek za prosazení Svátku práce v českých zemích. Nejdramatičtěji proběhly stávky v Moravské Ostravě v dubnu, a následně v Nýřanech v květnu 1890, které byly tvrdě potlačeny rakouským četnictvem podpořeným vojskem a vyžádaly si více než dvacet obětí na životech, desítky zatčených a uvězněných.
Turbulentní stávkové dění během jara 1890, oproti řadě předchozích akcí, dosáhlo jistých výdobytků. Vedle individuálních zlepšení pracovních podmínek na pracovištích či dalších impulsů pro zakládání dělnických a hornických spolků bylo jejím hlavním úspěchem ustanovení 1. máje jakožto dělnického svátku v českých zemích, který pak byl počínaje tímto datem v dalších letech většinově respektován. 

#### Stávky na Ostravsku

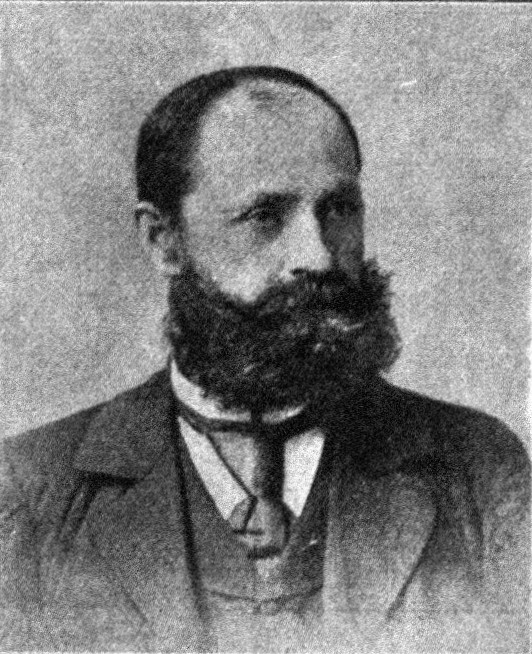
Petr Cingr, předseda hornicko-hutnického spolku Prokop, pozdější sociálně demokratický poslanec

V květnu 1894 odmítli horníci na jámách Hermenegild a Vilém na Zárubku nastoupit práci poté, co jim byla před i po svátku Nanebevstoupení Páně odmítnuta zkrácená osmihodinová směna, přestože na to měli podle dohody s vedením Severní dráhy Ferdinandovy nárok. Tato zpočátku nenápadná událost velmi rychle přerostla v organizovanou stávku, která se šířila na další šachty. Ještě týž den se připojili horníci Wilczkových dolů Jan Maria, Ema a Lucie. O čtyři dny později už stávkovalo přibližně deset tisíc horníků z většiny dolů ostravské části revíru. Požadovali zejména zavedení osmihodinové pracovní doby a úplného nedělního klidu, zvýšení mezd o 25 % a odstranění veškerého hrubého a urážlivého zacházení ze strany dozorců. Stávka zprvu probíhala klidně, ovšem 9. května 1894 došlo ke střetu horníků s přivolaným četnictvem, jenž si vyžádal i ztráty na životech. Do stávky se nakonec zapojilo až šestnáct tisíc horníků, trvala do 18. května 1894, ovšem skončila bezúspěšně.
V lednu 1900 vypukla kvůli neuznaným požadavkům o zvýšení mezd, zkrácení pracovní doby a také špatnému technickému zabezpečení práce v dolech stávka. Ta zprvu probíhala hlavně na dolech Karolina a Šalomoun v Moravské Ostravě. Později se postupně rozšířila po celém revíru. Stávkovali dokonce i horníci v Čechách. Koncem ledna se zapojilo již 51 tisíc horníků. Stávka se nakonec rozšířila po celé tehdejší monarchii. Počet stávkujících se vyšplhal na 70 000 osob. Na přelomu 19. a 20. století to byl jeden z největších stávkových bojů v evropských poměrech.
Obě stávky organizoval Petr Cingr.

#### První světová válka: dělnické rady a stávky

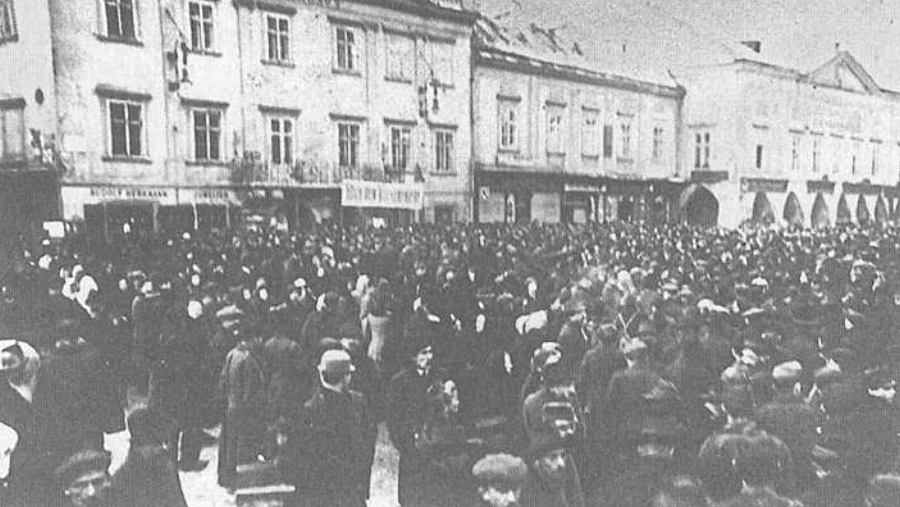
Stávkující na náměstí ve Vídeňském Novém Městě (leden 1918)

Změna taktiky českých sociálních demokratů souvisela s nástupem marxistického teoretika Bohumíra Šmerala do čela sociálně demokratické strany po roce 1909. Šmeral ostře vystupoval proti militarizaci říše, proti spojenectví s reakčním vilémovským Německem, proti branným předlohám a intenzivně se zajímal o (legální cestou prosazovanou) sociální politiku ve prospěch dělnictva a chudých vrstev obyvatelstva. Neodmítal další existenci Rakousko-Uherska a uvažoval o ekonomické výhodnosti jeho přeměny na federaci demokratických států (jistá forma austromarxismu). K vzájemné konfrontaci austromarxismu a nacionalismu došlo za první světové války. Dosavadní „Rakouská internacionála“ se podobně jako celá druhá internacionála rozpadla a socialisté jednotlivých národů museli hledat vlastní východiska z válečných poměrů. Mobilizace a následné odchody vojáků na frontu přitom prakticky rozbily organizační strukturu dělnického hnutí.
V letech 1917 až 1920 vznikaly průběžně na mnohých místech v českých zemích a následně v Československu dělnické rady po vzoru sovětů v revolučním Rusku. Šlo o politické orgány radikálně naladěných dělníků. Jejich cílem bylo připravovat stávky, demonstrace a následně také revoluční akce při pokusech radikálních socialistů o uchvácení politické moci. Po svržení carského režimu v Rusku byla takto dělníky v Praze v dubnu 1917 tajně založena dělnická rada, která v souvislosti s obnoveným zasedáním Říšské rady připravila 30. května 1917 v Praze několikatisícovou demonstraci dělnictva s požadavky na zlepšení zásobování, ukončení politické perzekuce a uznání práva na sebeurčení národů. Činnost dělnických rad byla ukončena v prosinci 1918.
V druhé polovině první světové války proběhlo, kvůli všeobecnému nedostatku, v českých zemích několik více či méně organizovaných hladových stávek či demonstrací; například tzv. prostějovská hladová demonstrace (duben 1917), lednová stávka 1918, hladová bouře v Pardubicích nebo hladové bouře v Plzni (obě červen 1918). V roce 1915 došlo v českých zemích k 31 takovýmto protestům, v roce 1916 se počet zvýšil na 70. V roce 1917 narostl až na celkem 252 případů. Roku 1916 propukly také klasické stávky, například v Michálkovicích nebo v Kunčičkách. Začátkem roku 1917 už byla nespokojenost všeobecná, stávkovalo se v Polské Ostravě na jámě Michal, v Moravské Ostravě v dolech Jiří, Šalamoun, Jindřich a Karolina, ale také v Radvanicích. Ve Vítkovicích se dostavily na vedení firmy deputace hutníků a žádaly zvýšení mezd. V květnu 1917 zastavilo práci 1 500 dělníků v plzeňské Škodovce a od 26. června do 2. července se k nim připojila celá zbrojovka. Během léta se stávkové hnutí rozšířilo i na Moravu a do Slezska.
V září 1918 došlo Českoslovanskou stranou sociálně demokratickou a Českou stranou národně sociální k založení Socialistické rady. Ta na 14. října 1918 vyhlásila generální stávku za samostatnost českých zemí. Stávky se účastnily desetitisíce dělníků a vedla posléze k zatýkání předáků hnutí.
V létě 1919 byla na necelý měsíc vyhlášena Slovenská republika rad. Šlo o komunistický státní útvar závislý na Maďarské republice rad.

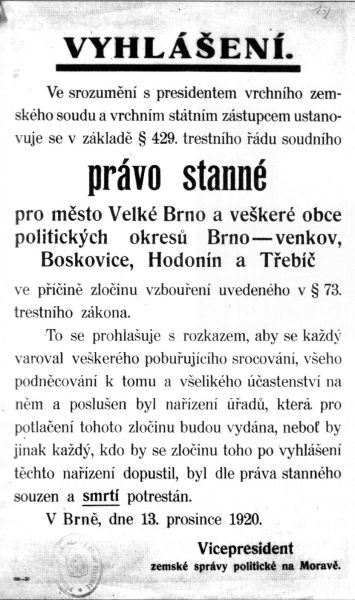
Vyhlášení stanného práva 13. prosince 1920

Po první světové válce v českých zemích probíhala restrukturalizace průmyslové výroby, která se musela vyrovnat s přechodem na mírovou výrobu a s novou hospodářskou orientací zmenšeného státu. V roce 1921 nejvíce zaměstnanců dostávalo obživu v textilním průmyslu, dále pak ve stavebnictví, kovovýrobě, oděvnictví, potravinářství, strojírenství a hornictví apod. Ve dvacátých letech 20. století, v době konjunktury, mezi progresivní průmyslová odvětví patřily výroba automobilů (v Mladé Boleslavi), zbrojní průmysl (v Plzni, Brně) a výroba obuvi (ve Zlíně). Podíl dělnictva na pracujícím obyvatelstvu dosahoval v českých zemích 36,6 %.
S přípravou pozemkové reformy a socializačních programů „marxistická“ levice sociální demokracie v průběhu let 1919–1920 opět postupně oživila činnost dělnických rad, které získaly velký vliv zejména na Kladensku, Mostecku, Brněnsku a Rosicko-Oslavansku. „Marxistická“ levice se pokusila využít dělnických rad také při sporech s pravicí sociální demokracie a posléze při generální stávce z prosince 1920 jako revolučních orgánů. Dělnické rady někde dokonce dočasně převzaly do rukou místní veřejnou správu. Státní moc tento pokus o politický převrat rychle potlačila a ukončila tím také působení dělnických rad v Československu.

### Rozkol v dělnickém hnutí (1921–1945)

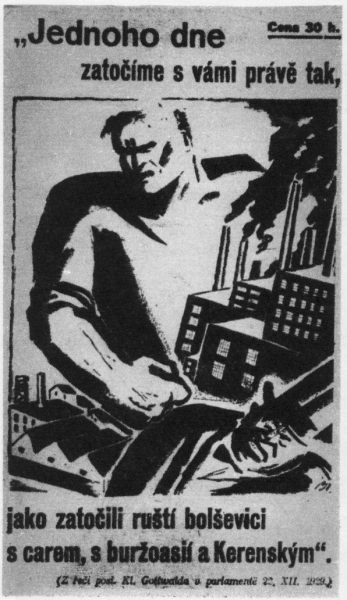
Leták KSČ z roku 1929

Po první světové válce se obě socialistické strany, Československá sociálně demokratická strana dělnická a Československá strana národně socialistická, staly součástí vládní koalice a od počátku prosazovaly vyhraněnou sociální politiku (ochrana nájemníků, osmihodinová pracovní doba, sociální, zdravotní, úrazové a starobní pojištění, pracovní a živnostenské zákonodárství). Současně ale bídné poválečné podmínky posílily levicové radikály. Politické sváry takto vnitřně rozdělily sociálně demokratickou stranu. Marxistická levice usilovala o násilně revoluční nastolení komunistického režimu podle sovětského vzoru a řídila se pokyny třetí (Komunistické) internacionály. Radikální levice v průběhu léta 1920 v souvislosti s polsko-sovětskou válkou pořádala masové demonstrace na podporu sovětského Ruska a stávky proti dodávkám i průvozu zbraní pro polskou armádu, současně také řadu manifestací za radikální zestátnění všech odvětví hospodářství. Politické spory uvnitř sociální demokracie a také v celé společnosti se marxistická levice pokusila neuváženě vyřešit vyvoláním generální stávky 9. – 17. prosince 1920, od níž si někteří radikálové dokonce slibovali, že přeroste v revoluční převrat v Československu a nastolení diktatury proletariátu podle komunistické ideologie. Po porážce tohoto pokusu o politický převrat členové marxistické levice společně s přívrženci komunismu z ostatních národností republiky založili (pod vedením Václava Šturce, Bohumíra Šmerala a Václava Bolena) v roce 1921 Komunistickou stranu Československa.
Po opadnutí poválečné revoluční vlny se dělnické hnutí v první polovině dvacátých let 20. století politicky rozštěpilo v podstatě na tři hlavní proudy: 1) národní socialisté, sdružující vlastenecky smýšlející dělníky, živnostníky, řemeslníky, drobné úředníky a inteligenci; 2) sociální demokraté, zahrnující převážně kvalifikované dělníky i levicově a demokraticky smýšlející příslušníky inteligence; 3) komunisté, přitahující zejména radikálně naladěné dělnictvo, nejrůznější nespokojence z nižších sociálních vrstev a jednotlivé skupinky inteligence, přiklánějící se ke komunismu.
Počet zemědělského dělnictva se v letech 1921–1930 snížil z 956 tisíc na 773 tisíc. V roce 1930 mezi ekonomicky aktivním obyvatelstvem Československa tvořila kategorie „dělníci, nádeníci, domáčtí dělníci a služebnictvo“ 51,7 % (z toho 66,8 muži a 33,2 ženy). Podíl dělnického obyvatelstva se odhadoval na 43 %.

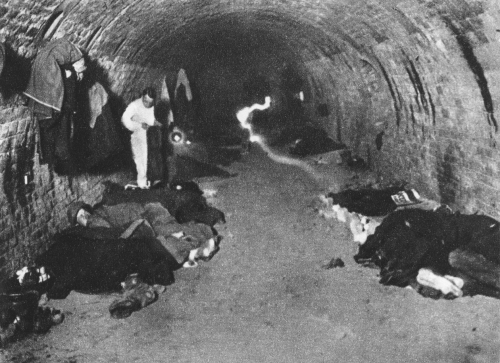
Nezaměstnaní během velké hospodářské krize přespávají v cihelně – obrázek z Československa

Následující vývoj dělnického hnutí hluboce poznamenala hospodářská krize 1929–1934, když masová nezaměstnanost dosáhla v jejím vrcholu až 1,3 milionu osob. To vyneslo do popředí komunisty a jejich program „bolševizace“ s cílem revolučního „svržení kapitalismu“ a nastolení „diktatury proletariátu“. Komunisté přitom přešli až k ostrým ideologickým obviněním demokratických socialistů ze „sociálfašismu“. Významným nástrojem hospodářského boje v této době stále byly stávky. K zesílení stávkového hnutí došlo během velké hospodářské krize v letech 1929–1934 (Duchcovská stávka (1931), Frývaldovská stávka (1931), vrcholem byla mostecká stávka horníků v březnu a dubnu 1932).
Sociální demokraté na svém sjezdu v září 1930 odsoudili „bolševickou diktaturu“ a zřekli se tradičního marxismu. Přihlásili se definitivně k zásadám parlamentní demokracie a podíleli se na všech opatřeních vlády i státu ke zmírnění dopadů a překonání následků hospodářské krize i nezaměstnanosti.
Demokratický proud dělnického hnutí byl v dubnu 1938 výrazně oslaben vystoupením německých sociálních demokratů z československé vlády, podobně jako ostatních německých aktivistů, zánikem německé sociální demokracie a vstupem řady jejích členů do Sudetoněmecké strany. V době bezprostředního ohrožení republiky založili sociální demokraté v květnu 1938 Petiční výbor Věrni zůstaneme, sdružující levicovou inteligenci, která požadovala důslednou obranu Československa před fašismem. Zanedlouho po přijetí mnichovské dohody vystoupili sociální demokraté v říjnu 1938 ze Socialistické dělnické internacionály a společné s levicí národně sociální strany založili v prosinci Národní stranu práce, která zanedlouho zanikla v důsledku nacistické okupace Českých zemí v březnu 1939. Mezitím byla nejprve v říjnu 1938 zastavena činnost a potom v prosinci 1938 úředně rozpuštěna komunistická strana. Mnozí příslušníci dělnického hnutí se pak zapojili do domácího a zahraničního odboje 1939–1945.

### Komunistická fáze (1946–1989)

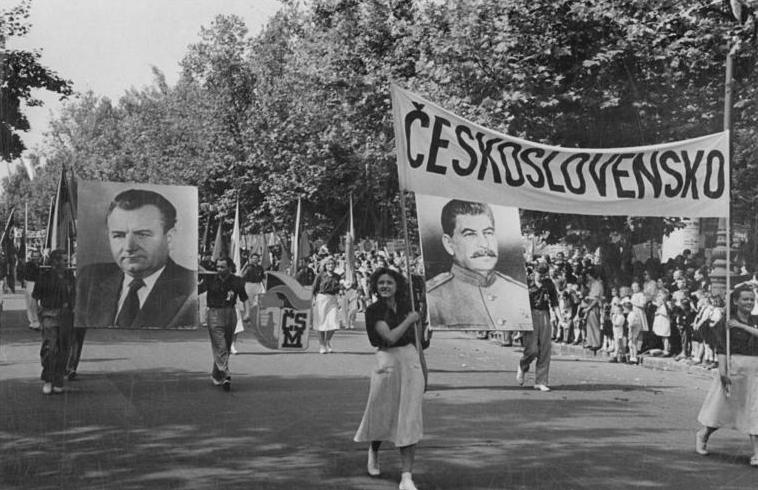
Československá delegace na oslavách mezinárodního dne dětí v maďarské Budapešti, roku 1949. Vlevo nesený portrét je Gottwald, vpravo lze vidět portrét Stalina

Po skončení druhé světové války v roce 1945 „klasické“ dělnické hnutí v důsledku zásadně nových vnitřních i vnějších poměrů přestalo v Československu v podstatě existovat. Nejprve se jednalo o zavedení politického mechanismu Národní fronty a zahájení rychlého přechodu ke společenskému systému lidové demokracie. Potom po únorovém převratu 1948 byl nastolen komunistický totalitní režim, který komunisté vydávali za konečné naplnění původních ideálů dělnického hnutí o sociálně spravedlivé společnosti. Komunisté přitom v následujících letech studené války ostře pronásledovali také představitele a příslušníky demokratických směrů dřívějšího dělnického hnutí.
Společenské postavení dělnictva v období od skončení druhé světové války velmi výrazně předurčily volby roku 1946, kdy v českých zemích získaly strany, které si do programu vetkly hájení zájmů dělnické třídy, celkem 55 % hlasů (KSČ, sociální demokracie). Již v říjnu 1945 tyto strany prosadily znárodnění velkého průmyslu a zejména KSČ cílevědomě směřovala za znárodněním dalších odvětví průmyslu a později i za požadavkem kolektivizace zemědělství. Dělnictvo vedené těmito stranami chápalo znárodnění jako akt sociální spravedlnosti, jako cestu k odstranění nerovností ve společnosti a součást přechodu k socialismu. Novými zaměstnavateli dělnictva se na místě kapitalistů stále více stávaly národní podniky jako samostatné právnické osoby, ovšem bez samostatného financování. V prvních poválečných letech měli dělníci značný vliv na řízení národních podniků prostřednictvím závodních a podnikových rad, odborových organizací a přímého zastoupení v představenstvu podniku, po únorovém převratu 1948 se tyto struktury formalizovaly a ztratily svůj význam.
Po druhé světové válce na „dělníky, zřízence a učně“ a jejich rodinné příslušníky připadalo 48,8 % obyvatelstva, v českých zemích to bylo 52 % a na Slovensku 41 %. Klesl podíl zemědělských dělníků a naopak se zvýšil pdíl dělníků pracujících v průmyslu. Politické preferování dělnictva ze strany totalitního režimu však nezměnilo obecně nižší společenskou prestiž dělnických profesí ve veřejnosti. S růstem průmyslové základny se rozšiřoval podíl dělnických vrstev na obyvatelstvu, podobně tomu bylo i u členů JZD (jednotná zemědělská družstva). V průmyslu postupně docházelo ke zkvalitňování vzdělání pracovních sil, díky rozvinutému učňovskému školství. Pro československou plánovanou ekonomiku však byla zároveň typická přezaměstnanost, která měla negativní vliv na nízkou produktivitu práce dělnictva a na relativně nízkou úroveň mezd, která brzdila modernizaci výrobních provozů.
V roce 1953 proběhlo tzv. plzeňské povstání. To bylo důsledkem hospodářské krize, do které zemi přivedla vláda KSČ a zejména měnové reformy, schválené 30. května 1953, jež zbavila většinu společnosti úspor a omezila výhody doposud silně podporované dělnické třídy, která se následně zčásti postavila proti režimu. Plzeňské povstání bylo největší z více než 130 stávek a nepokojů, které se v Československu ve dnech 2.–5. června 1953 odehrály. Do povstání se zapojilo na 20 tisíc osob, které na necelý den ovládly značnou část města a až večer jejich neposlušnost potlačily přivolané ozbrojené posily.
Vývoj dělnictva po listopadu 1989 byl předurčen změnou politického systému, odklonem od plánovaného hospodářství a postupným přechodem k tržní ekonomice, rychlou privatizací ekonomiky, restrukturalizací jednotlivých odvětví ekonomiky, útlumem průmyslové výroby, zvláště těžkého průmyslu, a po roce 1992 nutným přeorientováním průmyslu v důsledku dělení státu na Českou republiku a Slovenskou republiku.

## Přidružené organizace

### Dělnické tělocvičné jednoty

#### Svaz dělnických tělocvičných jednot

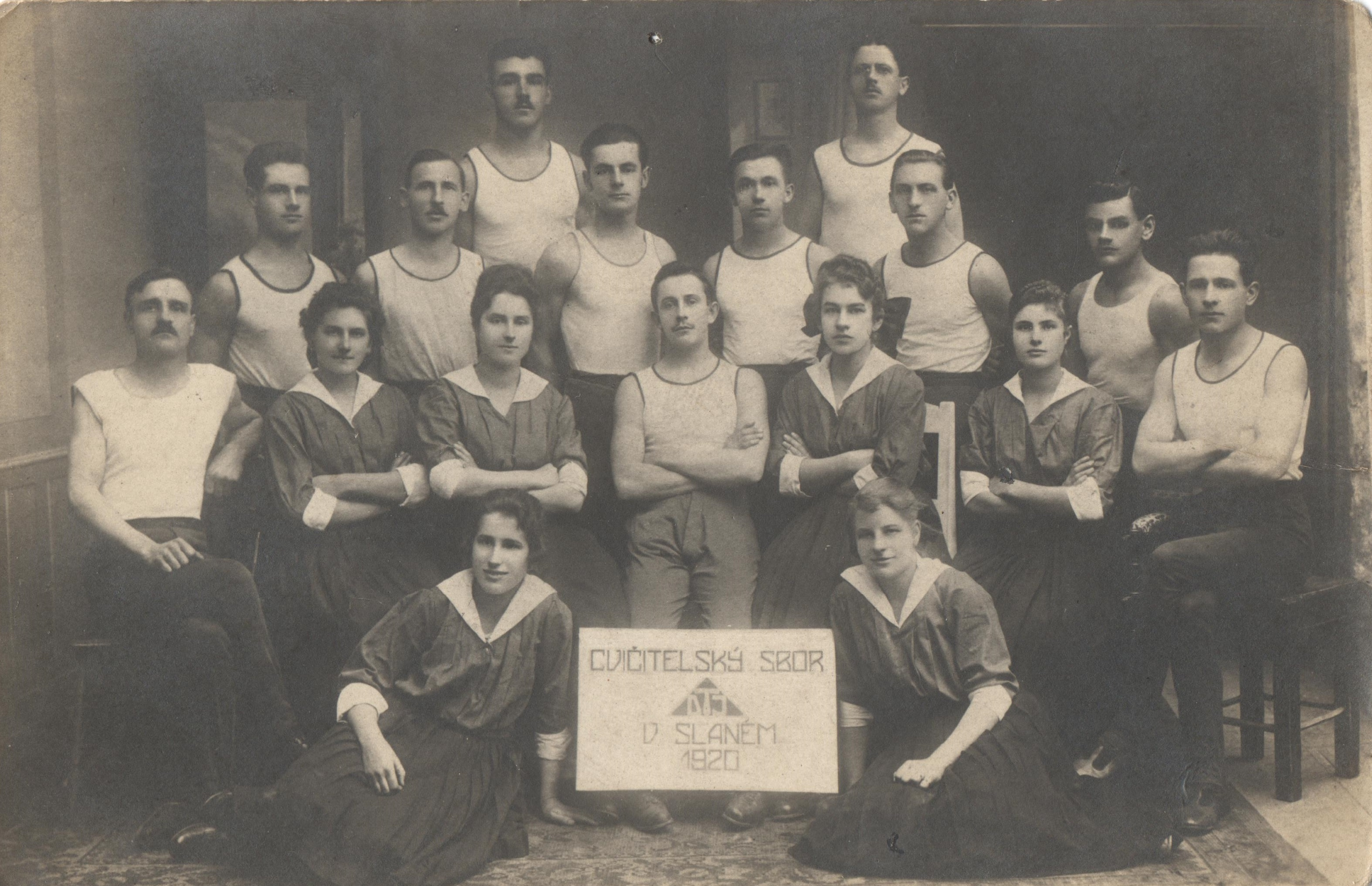
Cvičitelský sbor Dělnické tělocvičné jednoty v Slaném v roce 1920

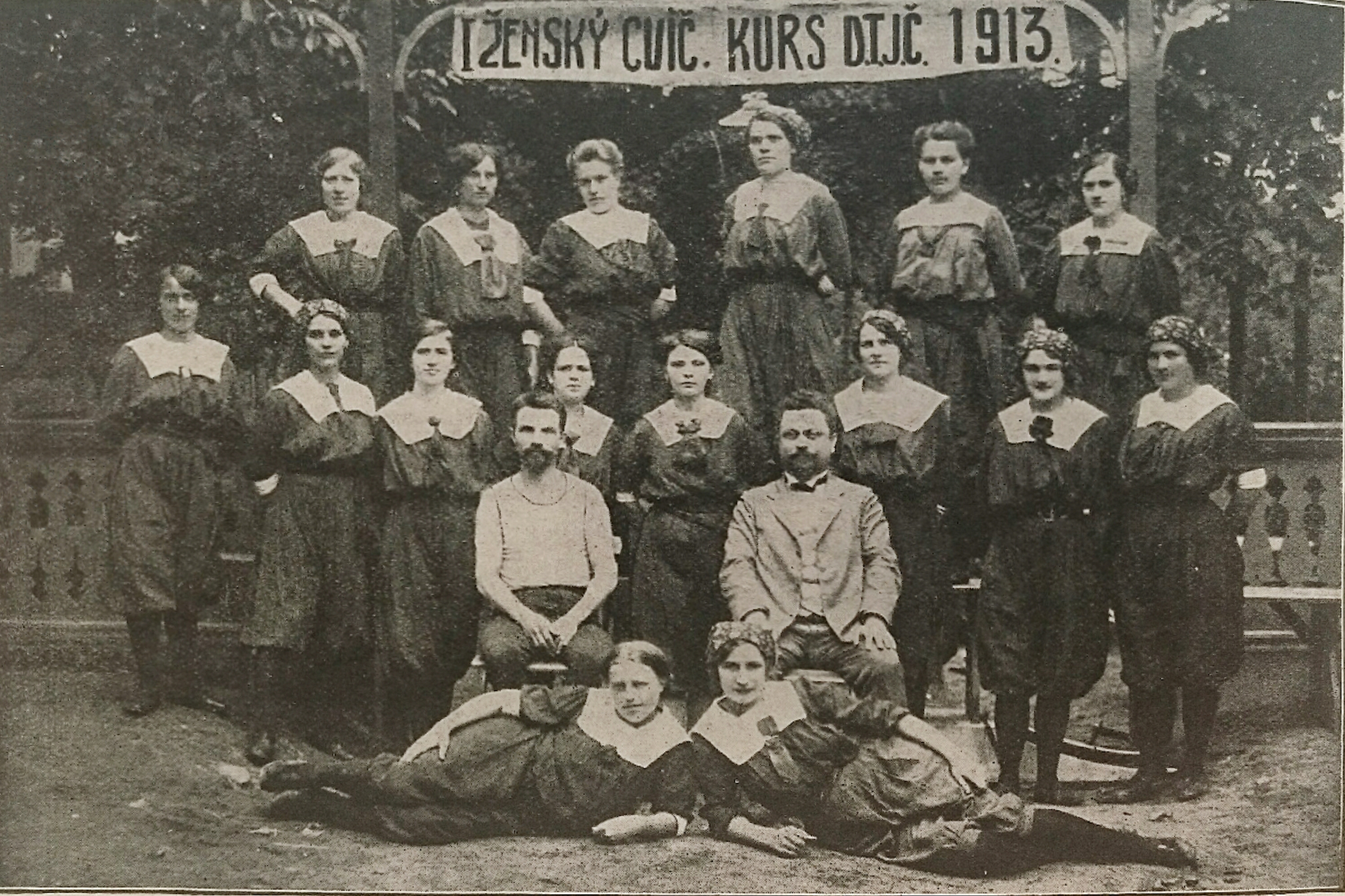
Týdenní cvičitelský kurs, pořádaný pro cvičitelky Dělnických tělocvičných jednot v Modřanech u Prahy (1913)

Roku 1892 vznikl tělocvičný odbor při vzdělávacím spolku krejčovských dělníků v Praze a v roce 1894 Vzdělávací podpůrný tělocvičný spolek Lassalle na brněnských předměstích Juliánov a Královo Pole. Jméno Lassalle převzali od tamního německého dělnického tělocvičného spolku (pojmenovaný po Ferdinandu Lassalleovi). Brněnský spolek později získal název Dělnická tělocvičná jednota a tento název si osvojilo celé hnutí vznikajících jednot. V roce 1895 byla založena DTJ v Husovicích, roku 1896 v Židenicích a Líšni, vše v okolí Brna.
Roku 1897 byla ustavena první Dělnická tělocvičná jednota v Praze. Téhož roku vznikly DTJ v Radlicích u Prahy a v Mostě, roku 1898 v Praze VII., na Kladně, ve Vršovicích a v Moravské Ostravě.
Zpočátku byli cvičící dělníci mnohde členy sokolských jednot. Za mezník v odštěpení dělnického tělocvičného hnutí jsou pokládány volby do rakouského Říšského sněmu v roce 1897, kdy poprvé volily i nemajetné vrstvy a sociálně demokratičtí poslanci pak svým tzv. protistátoprávním prohlášením vyhrotili politickou diferenciaci české společnosti a vystoupil proti nim i Sokol, což vedlo k hromadnému odchodu sociálních demokratů ze sokolských jednot. V srpnu 1903, na základě porady z roku 1902, založily existující jednoty Svaz dělnických tělocvičných jednot (SDTJ), který na počátku své existence zahrnul 31 jednot, 1076 členů, 100 členek, 106 dorostenců a 130 žáků. Prvním starostou byl zvolen František Hummelhans. Roku 1903 uspořádal svaz první svazové veřejné cvičení, účastnilo se 180 cvičenců. Roku 1904 se poprvé konal svazový cvičitelský kurs. Roku 1905 se konal druhý valný sjezd a začal být vydáván svazový časopis Tělocvičný ruch. Roku 1908 měl náklad 7000 výtisků. Od roku 1909 vycházely navíc Cvičitelské rozhledy. Roku 1909 byl zaveden pro muže svazový stejnokroj.
V roce 1912, kdy daleko mohutnější Sokol s čtyřnásobnou základnou členů pořádal svůj VI. všesokolský slet, Svaz DTJ měl svůj V. sjezd. O tři roky později se názorově odlišné organizace střetly na půdě pražské radnice kvůli sporu o využití Letenské pláně ke svým cvičením v létě roku 1915. Do sporu o možnost vlivu na cvičící školní mládež se zamíchal i Orel, jenže události I. světové války plány všech zhatily.
Ve dnech 12.–29. června 1921 se konala I. dělnická olympiáda v Praze. Na letenském stadionu cvičilo 23 000 osob – mužů, žen, dorostu i žactva – dále 104 cyklistů a 312 vojínů. Připojilo se i 131 zahraničních hostů z Belgie, Německa i Finska. Ukázky cvičení doplnila slavnostní scéna „Na úsvitě nové doby“, kterou vytvořilo 2500 osob, konaly se i závody v lehké atletice. Program doprovázely společenské večery, koncerty, výstavy či divadelní představení pro dospělé i pro děti.

#### Federace dělnických tělocvičných jednot

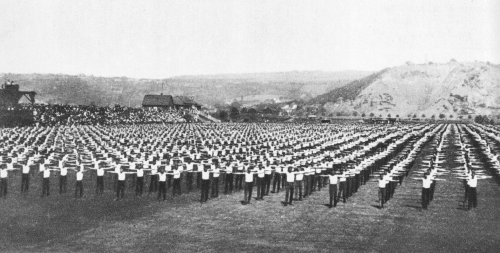
Maninské cvičení Federace DTJ na Maninách, Spartakiáda 1921

Během rozkolu v sociálně demokratické straně v letech 1920 a 1921 se odehrál v podstatě stejný vnitřní boj i v SDTJ. Radikální levé křídlo pod vedením Jiřího Františka Chaloupeckého v organizaci vytvořili opoziční pracovní výbor a 8. května 1921 v Praze založili komunistickou Federaci dělnických tělocvičných jednot. Prvním starostou byl zvolen Karel Trombars, pekařský dělník.
Necelý měsíc po založení vydala FDTJ první číslo svého časopisu Výboj. Prvním redaktorem se stal Chaloupecký. První velkou akcí byla na rychlo uspořádaná I. dělnická spartakiáda v Praze na Maninách (Maninská spartakiáda), které se v červnu 1921 zúčastnily tisíce cvičenců a přes 100 000 diváků. Spartakiáda (pojmenovaná po Spartakovi) byla reakcí na chystanou I. dělnickou olympiádu organizovanou SDTJ. Radikálně levicově zaměřená federace se dostávala do opakovaných sporů s úřady a SDTJ. Uvnitř Federace pak rozvíjeli činnost Spartakovi skauti práce. Tato později extrémně radikalizovaná organizace vykazovala brzy 100 000 členů. FDTJ uspořádala roku 1923 svou Kulturní výstavu v Průmyslovém paláci na pražském výstavišti.

#### Federace proletářské tělovýchovy
V roce 1926 úsilí KSČ o sjednocení organizací, v níž měla rozhodující vliv, vyústilo v ustavení Federace proletářské tělovýchovy (FPT), což v podstatě původní FDTJ oslabilo. První, ustavující sjezd byl 25. – 26. prosince 1926. Federace proletářské tělovýchovy chystala na rok 1928 II. dělnickou spartakiádu, přípravy byly již dva roky v plném proudu, účast přislíbily i zahraniční tělocvičné jednoty a na pronajatém pozemku už byly budovány i tribuny. Policejní ředitelství však II. Spartakiadu v roce 1928 jako první instance zakázalo. Policejní ředitelství rovněž zakázalo veřejný projev proti zákazu, plánovaný na 22. května 1928. Na dny 5. a 6. července 1928, kdy se spartakiáda měla konat, senátor Josef Skalák sezval dělnictvo do Prahy na tzv. rudý den. Ten byl úřady rovněž zakázán. I vzhledem k tomu, že hospodářství bylo v té době zrovna ve fázi konjunktury, skončil tento pokus značným neúspěchem, jenž bolševické křídlo strany, vedené Klementem Gottwaldem, využilo k útokům proti jejímu dosavadnímu umírněnému Jílkovu vedení.
Federace proletářské tělovýchovy a ostatní levicové spolky byly zakázány a rozpuštěny v roce 1938. Po druhé světové válce se tělocvičné spolky sešly a začaly uvažovat o sjednocení. K tomu došlo až po převratu roku 1948. V komunistickém režimu nadále působil Československý svaz tělesné výchovy.